# Snekkersten (stacja kolejowa)
Snekkersten (duń. Snekkersten Station) – stacja kolejowa w miejscowości Snekkersten, w Regionie Stołecznym, w Danii. Znajduje się na linii Kystbanen, 45 km od Kopenhagi.
Obsługiwana jest przez pociągi regionalne. 

## Linie kolejowe
- Linia Kystbanen
- Linia Lille Nord